# The Storm Before the Calm
Albums de Alanis Morissette
Such Pretty Forks in the Road
(2020)
Singles
1. Safety—Empath in Paradise
Sortie : 18 mai 2022

The Storm Before the Calm est le dixième album studio de la chanteuse de rock canadienne Alanis Morissette, sorti le 17 juin 2022.

## Liste des titres
| 1.     | Light—The Lightworker's Lament      | 5:28  |
| 2.     | Heart—Power of a Soft Heart         | 7:46  |
| 3.     | Explore—The Other Side of Stillness | 12:01 |
| 4.     | Space—Pause on Violence             | 12:51 |
| 5.     | Purification—The Alchemical Crunch  | 9:10  |
| 6.     | Restore—Calling Generation X        | 9:47  |
| 7.     | Awakening—In Between Thoughts       | 9:42  |
| 8.     | Ground—I Want to Live               | 11:43 |
| 9.     | Safety—Empath in Paradise           | 11:02 |
| 10.    | Mania—Resting in the Fire           | 7:22  |
| 11.    | Vapor—Amplified in Stillness        | 9:46  |
| 106:38 |                                     |       |